# Finland op de Olympische Winterspelen 1960
Tijdens de Olympische Winterspelen van 1960, die in Squaw Valley (Verenigde Staten) werden gehouden, nam Finland voor de achtste keer deel.

## Medailleoverzicht
| Sport          | Olympiër                                                     | Discipline            | Medaille |
| -------------- | ------------------------------------------------------------ | --------------------- | -------- |
| Langlaufen     | Kalevi Hämäläinen                                            | 50 km (m)             | Goud     |
| Langlaufen     | Toimi Alatalo Eero Mäntyranta Väinö Huhtala Veikko Hakulinen | 4x10 km estafette (m) | Goud     |
| Biatlon        | Antti Tyrväinen                                              | 20 km (m)             | Zilver   |
| Langlaufen     | Veikko Hakulinen                                             | 50 km (m)             | Zilver   |
| Schansspringen | Niilo Halonen                                                | mannen                | Zilver   |
| Langlaufen     | Veikko Hakulinen                                             | 15 km (m)             | Brons    |
| Langlaufen     | Siiri Rantanen Eeva Ruoppa Toini Pöysti                      | 3x5 km estafette (v)  | Brons    |
| Schaatsen      | Eevi Huttunen                                                | 3000 m (v)            | Brons    |

## Deelnemers en resultaten

### Biatlon
| Olympiër        | Discipline | Resultaat | Prestatie                              |
| --------------- | ---------- | --------- | -------------------------------------- |
| Antti Tyrväinen | 20 km (m)  | Zilver    | 1:33.57,7 (+0.36,1) pen.: 2 (1-1-0-0)  |
| Martti Meinilä  | 20 km (m)  | 8e        | 1:39.17,0 (+5.55,4) pen.: 5 (0-1-2-2)  |
| Eero Laine      | 20 km (m)  | 15e       | 1:47.28,3 (+14.06,7) pen.: 7 (2-0-4-1) |
| Pentti Taskinen | 20 km (m)  | 18e       | 1:50.29,7 (+17.08,1) pen.: 7 (0-3-2-2) |

### Langlaufen
| Olympiër                                                     | Discipline            | Resultaat | Prestatie                                         |
| ------------------------------------------------------------ | --------------------- | --------- | ------------------------------------------------- |
| Toimi Alatalo                                                | 15 km (m)             | 23e       | 54.49,0 (+2.53,5)                                 |
| Toimi Alatalo                                                | 30 km (m)             | 7e        | 1:54.06,5 (+3.02,6)                               |
| Veikko Hakulinen                                             | 15 km (m)             | Brons     | 52.03,0 (+0.07,5)                                 |
| Veikko Hakulinen                                             | 30 km (m)             | 6e        | 1:54.02,0 (+2.58,1)                               |
| Veikko Hakulinen                                             | 50 km (m)             | Zilver    | 2:59.26,7 (+0.20,4)                               |
| Kalevi Hämäläinen                                            | 30 km (m)             | 12e       | 1:56.54,4 (+5.50,5)                               |
| Kalevi Hämäläinen                                            | 50 km (m)             | Goud      | 2:59.06,3                                         |
| Väinö Huhtala                                                | 15 km (m)             | 13e       | 53.10,3 (+1.14,8)                                 |
| Eero Mäntyranta                                              | 15 km (m)             | 6e        | 52.40,6 (+0.45,1)                                 |
| Pentti Pelkonen                                              | 50 km (m)             | 6e        | 3:05.24,5 (+6.18,2)                               |
| Veikko Räsänen                                               | 50 km (m)             | 8e        | 3:06.04,4 (+6.58,1)                               |
| Arto Tiainen                                                 | 30 km (m)             | 18e       | 1:58.56,6 (+7.52,7)                               |
| Toimi Alatalo Eero Mäntyranta Väinö Huhtala Veikko Hakulinen | 4x10 km estafette (m) | Goud      | 2:18.45,6 (35.03,0 / 34.45,0 / 35.01,0 / 33.56,6) |
|                                                              |                       |           |                                                   |
| Eva Hög                                                      | 10 km (v)             | 6e        | 40.41,9 (+0.55,3)                                 |
| Toini Pöysti                                                 | 10 km (v)             | 11e       | 42.12,8 (+2.26,2)                                 |
| Siiri Rantanen                                               | 10 km (v)             | 15e       | 42.52,7 (+3.06,1)                                 |
| Eeva Ruoppa                                                  | 10 km (v)             | 17e       | 44.05,0 (+4.18,4)                                 |
| Siiri Rantanen Eeva Ruoppa Toini Pöysti                      | 3x5 km estafette (v)  | Brons     | 1:06.27,5 (+2.06,1) (22.57,0 / 21.51,0 / 21.39,5) |

### Noordse combinatie
| Olympiër       | Discipline | Resultaat | Prestatie                                   |
| -------------- | ---------- | --------- | ------------------------------------------- |
| Pekka Ristola  | mannen     | 4e        | 449,871 punten schans: 214,0 15 km: 235,871 |
| Paavo Korhonen | mannen     | 9e        | 434,984 punten schans: 197,5 15 km: 237,484 |
| Ensio Hyytiä   | mannen     | 22e       | 414,758 punten schans: 212,5 15 km: 202,258 |
| Martti Maatela | mannen     | 23e       | 412,000 punten schans: 202,0 15 km: 210,000 |

### Schaatsen
| Olympiër         | Discipline   | Resultaat | Prestatie         |
| ---------------- | ------------ | --------- | ----------------- |
| Juhani Järvinen  | 500 m (m)    | 16e       | 41,8 (+1,6)       |
| Juhani Järvinen  | 1500 m (m)   | 5e        | 2.13,1 (+2,7)     |
| Juhani Järvinen  | 5000 m (m)   | 15e       | 8.19,2 (+27,9)    |
| Juhani Järvinen  | 10.000 m (m) | 8e        | 16.35,4 (+48,8)   |
| Jouko Jokinen    | 500 m (m)    | 42e       | 45,1 (+4,9)       |
| Jouko Jokinen    | 1500 m (m)   | 4e        | 2.12,0 (+1,6)     |
| Toivo Salonen    | 500 m (m)    | 7e        | 40,9 (+0,7)       |
| Toivo Salonen    | 1500 m (m)   | 7e        | 2.13,1 (+2,7)     |
| Keijo Tapiovaara | 1500 m (m)   | 23e       | 2.19,2 (+8,8)     |
| Keijo Tapiovaara | 5000 m (m)   | 7e        | 8.09,1 (+17,8)    |
| Keijo Tapiovaara | 10.000 m (m) | 9e        | 16.37,2 (+50,6)   |
| Leo Tynkkynen    | 500 m (m)    | 19e       | 42,1 (+1,9)       |
| Leo Tynkkynen    | 5000 m (m)   | 21e       | 8.24,3 (+33,0)    |
| Leo Tynkkynen    | 10.000 m (m) | 24e       | 17.33,6 (+1.47,0) |
|                  |              |           |                   |
| Eevi Huttunen    | 500 m (v)    | 14e       | 48,6 (+2,7)       |
| Eevi Huttunen    | 1000 m (v)   | 9e        | 1.37,2 (+3,1)     |
| Eevi Huttunen    | 1500 m (v)   | 14e       | 2.35,1 (+9,9)     |
| Eevi Huttunen    | 3000 m (v)   | Brons     | 5.21,0 (+6,7)     |
| Iris Sihvonen    | 500 m (v)    | 11e       | 48,1 (+2,2)       |
| Iris Sihvonen    | 1000 m (v)   | 10e       | 1.37,3 (+3,2)     |
| Iris Sihvonen    | 1500 m (v)   | 6e        | 2.29,7 (+4,5)     |
| Iris Sihvonen    | 3000 m (v)   | 12e       | 5.35,2 (+20,9)    |

### Schansspringen
| Olympiër         | Discipline | Resultaat | Prestatie                  |
| ---------------- | ---------- | --------- | -------------------------- |
| Niilo Halonen    | mannen     | Zilver    | 222,6 punten (92,5+83,5 m) |
| Juhani Kärkinen  | mannen     | 8e        | 211,4 punten (87,5+82,0 m) |
| Eino Kirjonen    | mannen     | 17e       | 205,8 punten (85,5+79,5 m) |
| Veikko Kankkonen | mannen     | 40e       | 168,0 punten (86,5+75,0 m) |

### IJshockey
| Olympiër | Discipline | Resultaat | Prestatie |
| --- | ---------- | --------- | --- |
| Yrjö Hakala Raimo Kilpiö Erkki Koiso Juhani Lahtinen Matti Lampainen Esko Luostarinen Esko Niemi Pertti Nieminen Kalevi Numminen Heino Pulli Kalevi Rassa Teppo Rastio Jorma Salmi Jouni Seistamo Voitto Soini Seppo Vainio Juhani Wahlsten | mannen     | 7e        | voorronde groep B: 4 - 8 Finland - Sovjet-Unie 1 - 4 Finland - Duits eenheidsteam plaatsingsronde 7e t/m 9e plaats: 14 - 1 Finland - Australië 6 - 6 Finland - Japan 19 - 2 Finland - Australië 11 - 2 Finland - Japan |

Argentinië · Australië · Bulgarije · Canada · Chili · Denemarken · Duits eenheidsteam · Finland · Frankrijk · Groot-Brittannië · Hongarije · IJsland · Italië · Japan · Libanon · Liechtenstein · Nederland · Nieuw-Zeeland · Noorwegen · Oostenrijk · Polen · Sovjet-Unie · Spanje · Tsjecho-Slowakije · Turkije · Verenigde Staten · Zuid-Afrika · Zuid-Korea · Zweden · Zwitserland